# Парр, Анна
Анна Парр (Энн Пэрр, англ. Anne Parr; 15 июня 1515, Лондон — 20 февраля 1552, Замок Байнардс, Лондон) — графиня Пембрук и баронесса Герберт из Кардиффа в браке с Уильямом Гербертом, 1-м графом Пембрук. Фрейлина всех шести жён короля Генриха VIII и младшая сестра последней из них, Екатерины Парр.

## Биография
Родилась 15 июня 1515 года в семье сэра Томаса Парра и Мод Грин. Была младшей из пяти выживший детей; старшие брат и сестра — Екатерина, будущая королева Англии, и Уильям Парр, будущий маркиз Нортгемптон. Сэр Томас скончался в 1517 году от горячки; овдовевшая в 25 лет Мод была доверенной фрейлиной Екатерины Арагонской. Обучалась в королевской школе у Хуана Луиса Вивеса.

### При дворе
В 1528 году её мать поспособствовала назначению 13-летней Анны одной из фрейлин Екатерины. После коронации Анны Болейн, Анна осталась фрейлиной новой королевы. Она была очарована Анной и быстро стала преданной протестанткой. После падения и казни Анны Болейн, юная Анна стала служить очередной королеве — Джейн Сеймур. Она была одной из нескольких фрейлин, которые служили всем шести жёнам короля Генриха VIII. Анна присутствовала при крещении принца Эдуарда 15 октября 1537 года и находилась в похоронной процессии Джейн Сеймур.
Когда король женился в четвёртый раз — на Анне Клевской — леди Анна вернулась в своим обязанностям фрейлины, оставаясь ею и при следующей королеве — Екатерине Говард. Когда королеву обвинили в супружеской измене, Анне доверили заботу о её украшениях.

### Брак и дети
В феврале 1538 года леди Анна вышла замуж за сэра Уильяма Герберта, который был незаконным внуком 1-го графа Пембрука. Благодаря увлечению короля Екатериной Парр, Герберты пользовались расположением короля. Среди прочего, они получили в собственность Уилтонское аббатство в Уилтшире (снесено в 1540-х годах для постройки Уилтон-хауса) и замок Кардифф. Лондонской резиденцией им служил замок Байнардс. У Анны Парр и Уильяма Герберта было трое детей:
- Генри Герберт, 2-й граф Пембрук (ок. 1539—1601). 21 мая 1553 года женился на Катерине Грей; брак был аннулирован в 1554 году. Его второй женой была Кэтрин Толбот, дочь Джорджа Талбота, 6-го графа Шрусбери. Третьей женой стала Мэри Сидни, от которой у него были дети, в том числе Уильям и Филипп (последовательно графы Пембрук).
- сэр Эдвард Герберт (1547—1595). Женился на Мэри Стэнли; были дети, в том числе Уильям Герберт, 1-й барон Поуис[7].
- леди Анна Герберт (1550—1592). Вышла замуж за лорда Фрэнсиса Толбота, сына Джорджа Талбота, 6-го графа Шрусбери; детей не было[8].

### Сестра королевы
Анна Парр присутствовала на свадьбе своей сестры Екатерины и короля Генриха, состоявшейся 12 июля 1543 года во дворце Хэмптон-корт. В сентябре 1544 года Уильям Герберт был посвящён в рыцари на поле боя при осаде Булони во время кампании короля против французов. Анна всегда была очень близка с сестрой и стала главной её фрейлиной. Анна также была частью клики протестантов, окружавших новую королеву. 28 января 1547 года король умер. После смерти Генриха VIII, Анна и её сын Эдвард переехали в Челси ко двору вдовствующей королевы. Сэр Уильям был назначен одним из опекунов юного короля Эдуарда VI. Вскоре после этого Екатерина вышла замуж за Томаса Сеймура, лорда Садли, лорда-верховного адмирала Англии и дядю короля Эдуарда. В сентябре 1548 года, после рождения дочери Мэри Сеймур, Екатерина Парр умерла от родильной горячки.

### Последние годы
10 октября 1551 года муж Анны был возведён в пэры как барон Герберт из Кардиффа, а 11 октября 1551 года стал графом Пембруком. В 1553 году он получил обширные поместья опального герцога Сомерсета. Герберты дружили с Сомерсетом до тех пор, пока он не впал в немилость.
Анна умерла 20 февраля 1552 года. На момент своей смерти она была одной из фрейлин леди Марии, будущей королевы Марии I. Её вдовец женился во второй раз на Анне Толбот, но в этом браке детей не было. Через своих сыновей Анна является предком нынешних графов Пембрук, Монтгомери и Карнарвон.
Похоронена 28 февраля 1552 года в Старом соборе Святого Павла в лондонском Сити, рядом со своим предком Джоном Гонтом, 1-м герцогом Ланкастером. Сэр Уильям скончался 17 марта 1570 года и по его желанию также был похоронен в соборе Святого Павла. На мемориале Анны выбиты следующие слова на латыни «самая верная жена, женщина величайшего благочестия и благоразумия».

## В кинематографе
В четвёртом и последнем сезоне «Тюдоров» роль леди Герберт исполнила ирландской актрисой Сьюзи Лоулор. Она предстала как фрейлина королевы Екатерины Говард (Тамзин Мерчант) и главная фрейлина своей сестры, королевы Екатерины Парр (Джоэли Ричардсон).